# Edith Weyde
Edith Weyde (* 17. September 1901 in Prag; † 10. Februar 1989 in Kürten) war Chemikerin und Erfinderin des ersten erfolgreichen modernen Fotokopierverfahrens „Copyrapid“ von Agfa, das auch „Blitzkopie“ genannt wurde und 1949 auf den westdeutschen Markt kam.

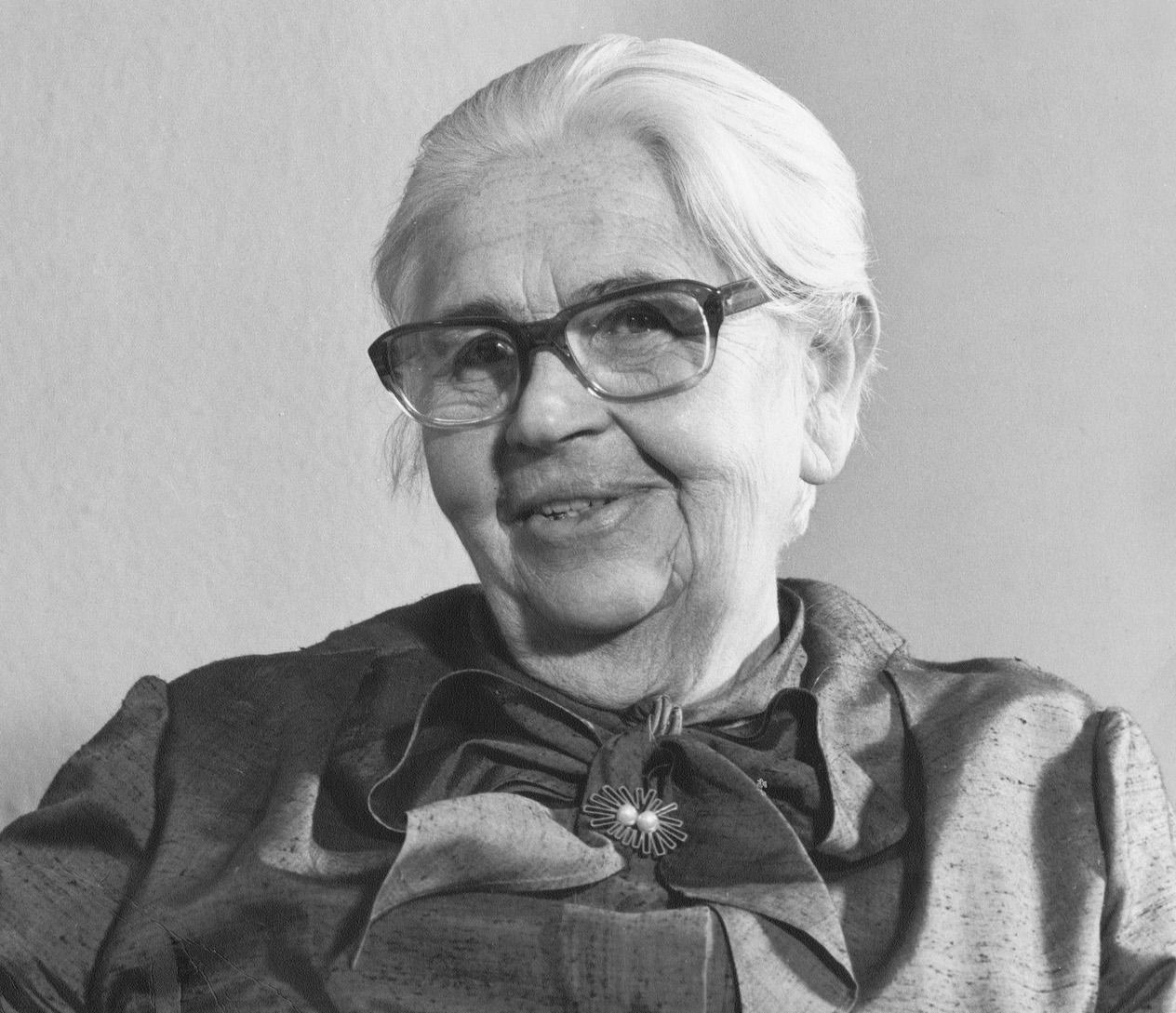

## Leben und Ausbildung
Der Vater Edith Weydes war österreichischer Gymnasiallehrer in Prag, sie wuchs in Aussig im Sudetenland auf und legte dort 1919 ihr Abitur ab. Das Labor ihres Großvaters, der Botanik, Zoologie und Chemie studiert hatte, faszinierte sie schon als Kind. Auch die Fotografie lernte sie durch ihren Vater und Großvater schon früh kennen: Für den Vater übernahm sie das Auskopieren der Abzüge im Sonnenlicht. Sie wollte Chemie studieren, arbeitete aber zunächst vier Jahre als Laborantin im „Verein für chemische und metallurgische Produktion“ in Aussig. Später bezeichnete sie diese Zeit als ihre wichtigsten Lehrjahre.
Edith Weyde begann ihr Studium der Chemie an der Technischen Universität Dresden und promovierte dort vier Jahre später am Photographischen Institut bei Robert Luther, dem Gründer und Direktor des Instituts. Sie war eine von nur drei Frauen in ihrem Semester. 1927 promovierte sie zum Thema Neue Materialien für Röntgenschirme.

## Berufsleben
Robert Luther verhalf ihr zu ihrer ersten Anstellung im photographisch-photochemischen Labor der I.G. Farbenindustrie AG in Oppau im Jahr 1928. Nach vier Jahren wurde das Labor verkleinert und Edith Weyde in die Agfa-Photopapierfabrik nach Leverkusen versetzt. In der relativ kleinen Fabrik arbeitete sie an der Verbesserung der Tropentauglichkeit von Fotopapieren und entwickelte zu diesem Zweck Stabilisatoren für die fotografischen Schichten. An der Entwicklung der ersten Agfacolor-Papiere war sie ab 1937 beteiligt und lieferte auch hier Beiträge, die zum Erfolg der frühen Farbfotografie beitrugen.

## Erfindung

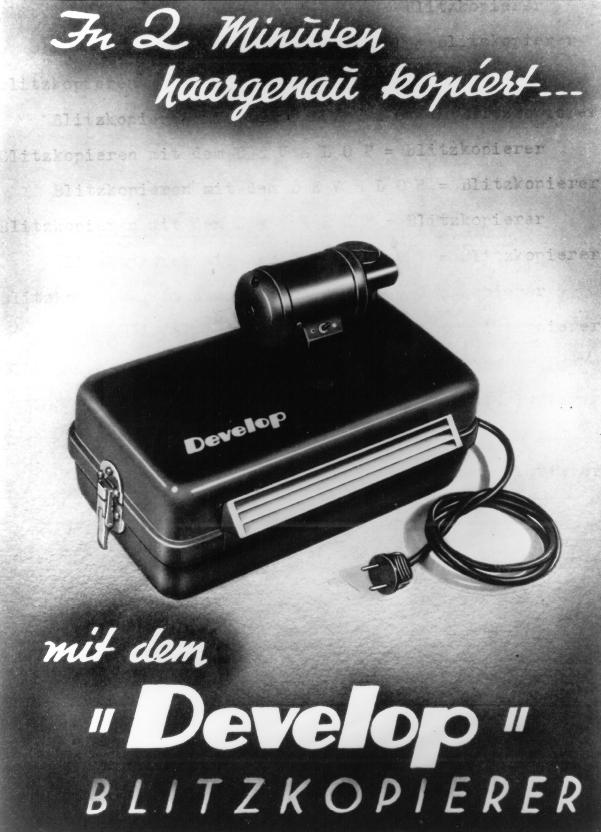
Develop Blitzkopierer

Zu den Aufgaben Edith Weydes gehörten auch die Materialprüfung und die Beurteilung von Reklamationen. Und die „ziemlich zahlreichen“ Reklamationen (Zitat E.W.) führten sie zur Entdeckung eines ihr bis dahin unbekannten Phänomens, der Silbersalz-Diffusion in fotografischen Schichten. Auf der Rückseite von bemängelten Fotoabzügen – wo es keine lichtempfindliche Schicht gibt – entdeckte die Chemikerin in verschwommenen Flecken negative Abbilder der Vorderseite. Da es dafür keine Erklärung gab, wurde sie neugierig. Die Ursache war bald herausgefunden: Der Fotograf hatte ganze Stapel von Abzügen aus dem Entwickler direkt ins Fixierbad gesteckt. Dort löste sich das unbelichtete Bildsilber und wanderte in die Papierrückseite des darauf haftenden Abzugs. Weil sich durch die „schlampige Arbeitsweise“ (E.W.) noch Entwickler zwischen den aufgestapelten Abzügen befand, wurde das diffundierte Silbersalz im Fixierbad entwickelt und bildete ein Negativ. Edith Weyde erkannte, dass daraus ein neues fotografisches Verfahren entstehen konnte. Die gleichzeitige Entwicklung von Negativ und Positiv würde eine enorme Zeitersparnis mit sich bringen. Es gelang ihr das Verfahren professionell nutzbar zu machen und sie überzeugte die Firmenleitung, ein Werks-Patent anzumelden. Am 25. Januar 1941 wurde Agfa das Patent für Edith Weydes „Verfahren zur beschleunigten Herstellung eines photographischen Positivbildes nach einer Vorlage“ erteilt. Der Zweite Weltkrieg verhinderte die weitere Entwicklung des angestrebten Bürokopierverfahrens.
Nach der Währungsreform 1948 lud Agfa alle deutschen Hersteller von fototechnischen Produkten ein, für das „Copyrapid“ getaufte Verfahren ein bürotaugliches Entwicklungsgerät zu konstruieren. Walter Eisbein, Mitinhaber der Firma Trikop aus Stuttgart, gelang dies in weniger als zwei Monaten. Sein „Develop“ genanntes Gerät erfüllte alle Erwartungen. Daraufhin stellte Agfa das neuartige Fotokopierverfahren der Presse vor. Diese prägte den Begriff „Blitzkopie“, der in den ersten Jahren der Vermarktung auch von Agfa und Develop (vormals Trikop) verwendet wurde.

## Markterfolg
Am 1. Oktober 1949 wurden Copyrapid und das Develop-Gerät in Deutschland auf den Markt gebracht. Die Blitzkopie war sofort erfolgreich. „Die Papiere, die wir für drei Monate produziert hatten, waren in drei Wochen weg/verkauft“ berichtete Edith Weyde 1988 in einem Interview. Auch in den europäischen Nachbarländern wurde die Innovation zum Verkaufsschlager. In Nordamerika kam die neue Kopiermethode 1952 auf den Markt. In zehn Jahren wurden allein in den U.S.A. rund 300.000 Kopiergeräte verkauft. In Japan war der Erfolg ebenfalls phänomenal. Dort war das Copyrapid-Verfahren frei nutzbar, weil Agfa kein japanisches Patent angemeldet hatte.

## Mitbewerber
Durch den Erfolg der Blitzkopie entstand international ein neues Marktsegment mit hohen Wachstumsraten. Dieses war auch für andere Firmen interessant. Ab Mitte der 1950er-Jahre brachten amerikanische Unternehmen eigene Verfahren heraus: „ThermoFax“ von 3M und „Verifax“ von Kodak sowie „Electrofax“ von RCA. Parallel zu Edith Weydes Erfindung hatte der Physiker Chester F. Carlson 1938 in New York City die Xerografie erfunden. Die Firma Haloid aus Rochester brachte 1949 mit dem „XeroX Model A“ den ersten manuell zu bedienenden Bürokopierer für Normalpapier auf den amerikanischen Markt. Doch der Erfolg im Bürobereich blieb aus. Bis Mitte der 50er wurde die Xerografie hauptsächlich für die Produktion von Druckplatten für den Büro-Offsetdruck genutzt.

## Parallele Erfindungen
Am 2. November 1939 meldete Andre Rott für die Gevaert Photo-Producten N.V. ein britisches Patent an, das am 21. Juni 1941 (für 16 Jahre) erteilt wurde. Er hatte etwa zeitgleich und unabhängig von Edith Weyde die Silbersalz-Diffusion im Labor beobachtet und ausgearbeitet. Gevaert brachte das erste Produkt nach Rotts Erfindung, das Transargo-Papier, schon 1941 auf den Markt.
Die Diffusion von Silbersalzen wurde bereits 1857 von B. Lefèvre und 1889 von R.D. Liesegang in Düsseldorf beschrieben und experimentell erkundet.

## Erste kommerzielle Anwendungen
- 1941 brachte Gevaert mit dem Transargo-Papier die erste praktische Anwendung auf den Markt. Transargo war eine manuelle Methode und nicht für die Automatisierung geeignet.
- 1942 brachte die I.G. Farbenindustrie AG das Agfa Veriflex Transparentpapier zur Anfertigung von Zwischenoriginalen für die Diazotypie (Lichtpause) heraus. Auch ein Film zur Anfertigung von Luftaufnahmen direkt im Flugzeug wurde für den Kriegseinsatz erprobt.
- 1947 Diaversal von Gevaert zur Vergrößerung von Diapositiven, Einzelbildern aus Kinofilm und für Duplikate von Röntgenaufnahmen – gleichzeitig erschien Contargo, ein DTR-Film zur Anfertigung von Umrissbildern für den Textildruck. Beide waren Monoblatt-Verfahren, bei denen die Emulsionsschicht nach der Entwicklung entfernt werden musste.
- 1948 Die ersten Copyrapid-Materialien wurden unter schwierigen Bedingungen im Agfa-Werk Leverkusen produziert.
- 1949 W. Eisbeins „Develop“-Gerät, das von seiner Firma Trikop (später umbenannt in Develop K.G. Dr. Eisbein & Co) in Stuttgart vertrieben wurde.

## Spätere kommerzielle Anwendungen für die Druckvorstufe von Agfa-Gevaert
- 1958 Erste Anwendung des Diffusions-Verfahrens zur Herstellung von Offset-Druckmatrizen.
- 1967 Einführung des „Professional Proofing Paper“ in den U.S.A – später „Copyproof“ genannt.
- 1968 Vorstellung der „Rapilith“ Folie – einer PE-kaschierten Papier-Druckplatte für Klein-Offset.
- 1976 Einführung von „Copychrome“, „Directolith“, „Transferlith“
- 1976 „AGISS – Agfa-Gevaert Identification Security System“

## Spätere kommerzielle Anwendungen für die Druckvorstufe von Kodak
- 1958 „Chemical Transfer“
- 1960 „CT“ Offsetdruckfolien auf Aluminium und Papier
- 1967 „Instafax“
- 1969 „PMT“ Transfermaterial

Edith Weydes Entdeckung der simultanen Erzeugung von Positiv und Negativ war ein Höhepunkt der chemisch basierten fotografischen Verfahren – ein wirklicher Meilenstein. Sie stellt zugleich eine der letzten großen Innovationen in der konventionellen analogen Fotografie dar. Auch wenn ihr Arbeitgeber Agfa sich bewusst auf die reprografischen Anwendungen beschränkte und Polaroid den Markt der bildnerischen Fotografie überließ, so war es doch Edith Weyde, die als erste Sofortbilder mit ihrer 9 × 12-Kamera erstellte: „Schon 1937 machte sie das erste Ein-Minuten-Bild von einer Person – lange vor Polaroid …“. Sie hatte in der Frühzeit ihrer Erfindung vorgeschlagen, diese Methode für Straßenfotografen auszuarbeiten, doch die Firmenleitung lehnte ab. Edwin Land gelang es zehn Jahre später, mit der Sofortbild-Fotografie seine kleine Firma Polaroid zu einem Weltunternehmen auszubauen.

## Ehrungen und Auszeichnungen
- 1963 Kulturpreis der Deutschen Gesellschaft für Photographie
- In den folgenden Jahren erhält Edith Weyde die silberne Gesellschaftmedaille der Photographischen Gesellschaft Wien, die Honorary Membership der Society for Imaging Science and Technology und die Rudolf-Diesel-Medaille des Erfinder-Verbandes Nürnberg.
- 1973 wird sie zur Honorary Fellow der Royal Photographic Society London ernannt.
- 2009[3] wurde am Haus von-Diergardt-Str. 3 in Leverkusen, wo Edith Weyde u. a. wohnte, eine Gedenktafel auf Initiative des Frauenbüros der Stadt Leverkusen angebracht.
- Am ehemaligen Werksgelände von Agfa, in ihrem Wohnort Kürten und in Sarstedt bei Hannover wurden Straßen nach der Erfinderin benannt.
- 2017 erklärt die Gemeinde Kürten die Grabstätte von Edith Weyde zum Ehrengrab